# Saint-Martin-aux-Bois
Saint-Martin-aux-Bois è un comune francese di 291 abitanti situato nel dipartimento dell'Oise della regione dell'Alta Francia.

## Società

### Evoluzione demografica
Abitanti censiti